# Rodoxantină
Rodoxantina este un pigment natural din clasa xantofilelor, cu culoare violet. Din punct de vedere chimic, este un derivat tetraterpenic ce conține grupă cetonă (C=O), și se regăsește în anumite specii, precum Taxus baccata și Lonicera morrowii, precum și în penele unor specii de păsări. Este utilizat pe post de colorant alimentar, cu numărul E161f, dar nu este aprobat pentru uz în Uniunea Europeană și Statele Unite, ci doar în Australia și Noua Zeelandă.